# Varanus beccarii
Varanus beccarii is een hagedis uit de familie van de varanen (Varanidae).

## Naam en indeling
De wetenschappelijke naam van de soort werd voor het eerst voorgesteld door Giacomo Doria in 1874. Oorspronkelijk werd de wetenschappelijke naam Monitor beccarii gebruikt. Door sommige biologen wordt de soort ingedeeld bij het ondergeslacht Euprepiosaurus dan wel Hapturosaurus.
De huid van volwassen dieren is geheel zwart. Hieraan dankt de varaan zijn Engelse naam black tree monitor. De soortaanduiding beccarii is een eerbetoon aan de Italiaanse botanicus Odoardo Beccari, die het eerste specimen verzamelde. De hagedis wordt door de lokale bevolking van de Aru-eilanden waweyaro genoemd.

## Uiterlijke kenmerken
Varanus beccarii is met een totale lichaamslengte inclusief staart van 90 tot 120 centimeter een relatief kleine varaan. Het mannetje is doorgaans iets groter en zwaarder gebouwd dan het vrouwtje en heeft een grotere kop. Nestlingen en juvenielen zijn donkergrijs met regelmatige rijen geelgroene vlekjes, met name op de rug. Volwassen dieren zijn egaal zwart. Hierdoor warmen ze snel op in de zon en hoeven ze weinig tijd te besteden aan zonnebaden.
De varaan is goed toegerust voor een leven in de bomen. Zijn staart is zeer lang in voor een varaan en meet soms tot wel twee derde van de totale lichaamslengte. De varaan gebruikt deze als grijpstaart. De poten hebben klevende zolen, korte tenen en lange klauwen. Net als alle varanen bezit Varanus beccarii sterke kaken. De tanden zijn echter verhoudingsgewijs langer.

## Gedrag en levenswijze

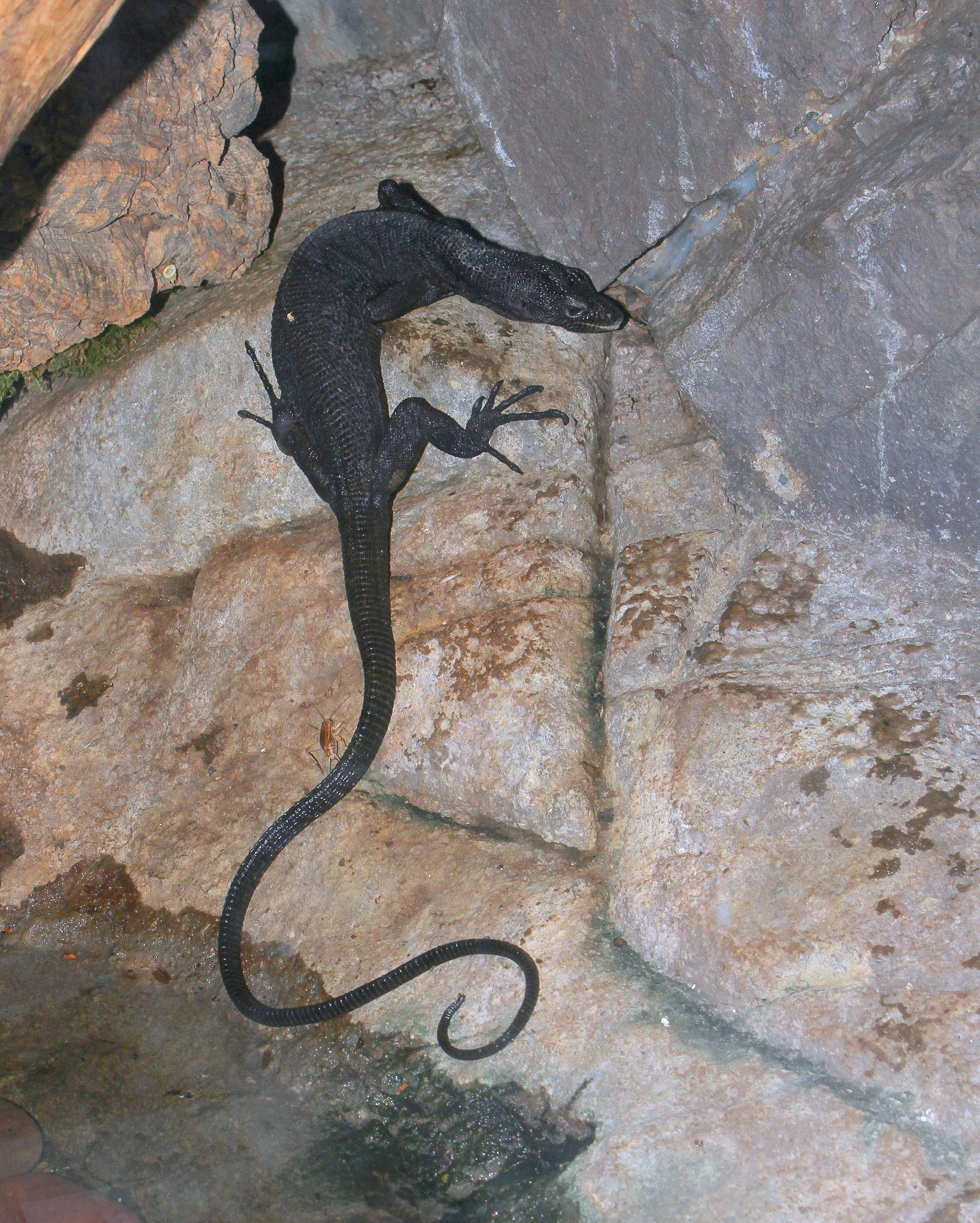
De staart is zeer lang en erg beweeglijk.

Varanus beccarii is een carnivoor en voedt zich overdag met kleine prooidieren, waaronder slakken, sprinkhanen, kevers, schorpioenen, slangen, hagedissen, spitsmuizen en jonge vogels. Ook rooft hij eieren uit vogelnesten.
De varaan wordt op zijn beurt bejaagd door grotere reptielen, geïntroduceerde vossen en de mens. Bij bedreiging blaast de varaan zijn nek op en maakt hij sissende geluiden. In tegenstelling tot de andere varaansoorten gebruikt Varanus beccarii nooit zijn staart als zweep ter verdediging. Het is een behendige klimmer en zal in de meeste gevallen weten te ontsnappen. Wanneer dat niet lukt zal de varaan krabben, bijten en over de aanvaller braken.
In de paartijd vechten de mannetjes regelmatig om een vrouwtje. Het vrouwtje legt 7 tot 35 eieren met een zachte schaal, die na acht tot tien weken uitkomen.

## Verspreiding en habitat
De varaan leeft endemisch in Indonesië en komt alleen voor op de Aru-eilanden, de oostelijkste eilandengroep van de Molukken. De varaan is meestal te vinden in de bladerlaag van bomen van regenwouden en mangrovemoerassen. Varanus beccarii zoekt echter op de bodem naar voedsel.

## Beschermingsstatus
Varanus beccarii staat als 'onzeker' (DD of Data Deficient) geklasseerd op de Rode Lijst van de IUCN. Zijn leefgebied wordt bedreigd door ontbossing. Mogelijk vormt de handel in exotische dieren een tweede gevaar voor het voortbestaan van de soort in het wild.